# オストラ
オストラ（伊: Ostra）は、イタリア共和国マルケ州アンコーナ県にある、人口約6,300人の基礎自治体（コムーネ）。

## 地理

### 位置・広がり
アンコーナ県のコムーネ。県都・州都アンコーナから西へ29kmの距離にある。

#### 隣接コムーネ
隣接するコムーネは以下の通り。
- ベルヴェデーレ・オストレンセ
- コリナルド
- モンテカロット
- オストラ・ヴェーテレ
- セニガッリア
- トレカステッリ

### 気候分類・地震分類
オストラにおけるイタリアの気候分類 (it) および度日は、zona D, 1993 GGである。
また、イタリアの地震リスク階級 (it) では、zona 2 (sismicità media) に分類される。

## 行政

### 分離集落
オストラには、以下の分離集落（フラツィオーネ）がある。
- Casine, Pianello, Vaccarile

## 姉妹都市
- Markt Schwaben、ドイツ - 2003